# Fuerzas Terrestres de Bulgaria
Las Fuerzas Terrestres de la República de Bulgaria (en búlgaro: Сухопътните войски на Република България, Sukhopŭtnite voĭski na Republika Bŭlgariya) son la rama terrestre de las Fuerzas Armadas de Bulgaria. Se establecieron en 1878, cuando fueron compuestos de la milicia anti-otomana (opalchentsi) y fueron la única rama del Ejército búlgaro. Las fuerzas terrestres son administradas por el Ministerio de Defensa, anteriormente conocido como el Ministerio de la Guerra durante el Reino de Bulgaria.
Las fuerzas terrestres estuvieron compuestas por reclutas durante la mayor parte de la historia de Bulgaria. Eran obligatorios dos años de servicio militar durante el comunismo (1946-1990), pero su duración se ha reducido en la década de 1990. El servicio militar obligatorio para todas las ramas se terminó en 2008 y, desde entonces, las fuerzas de tierra son una fuerza de voluntarios. Las tropas terrestres están desplegadas en misiones de mantenimiento de paz en Afganistán, Bosnia-Herzegovina y Kosovo.
Desde 2004, las Fuerzas Terrestres se encuentran en un proceso de reestructuración constante. En la última reforma, las brigadas se redujeron a regimientos, mientras que varios cuarteles y brigadas fueron disueltos.